# 紅海四長棘鯛
紅海四長棘鯛為輻鰭魚綱鱸形目鱸亞目鯛科的其中一種，分布於西印度洋區的紅海海域，棲息在沿海海域。